# Talíria Petrone Soares
Talíria Petrone Soares (Niterói, 9 d'abril de 1985) és una professora, política i activista brasilera. Va ser regidora del Partit Socialisme i Llibertat (PSOL) a l'Ajuntament de Niterói, havent estat la més votada el 2016. Va ser elegida diputada federal pel mateix partit a les eleccions de 2018.

## Trajectòria
Filla d'un pare músic i una mare mestra, va néixer al barri de Ponta d'Areia, a Niterói, i al barri de Fonseca, a la zona nord, va viure la seva infantesa. Llicenciada en Història per la Universitat Estatal de Rio de Janeiro (UERJ) i màster en Treball Social per la Universitat Federal Fluminense (UFF), és professora del sistema escolar públic.
Durant la universitat, va deixar la carrera d'Història i va anar a Portugal per a treballar com a esportista professional de voleibol. Va tornar després de dos anys.
Activista pels drets humans, pels drets de les dones, del movimento negro i pels drets LGBT durant anys, es va presentar a les primeres eleccions el 2012. El 2016, va tornar-hi, en una decisió que implicava la seva amiga Marielle Franco, en què ambdues van decidir presentar-se als ajuntaments, Petrone a Niterói i Franco a Rio de Janeiro. Ambdues van ser elegides. Petrone va obtenir 5.121 vots, fet que la va convertir en la més votada en aquelles eleccions.
El 2018 va ser escollida com a diputada federal amb 107.317 vots, la novena més votada de l'Estat brasiler. El 2021, va assumir el lideratge del PSOL a la Cambra de Diputats del Brasil.
Com a parlamentària ha rebut amenaces de mort a les xarxes socials i també en trucades telefòniques a la seu del PSOL de la ciutat. En aquests contactes, l'assetjador va anunciar que faria explotar el lloc. Les amenaces es van denunciar a la Policia Civil.
El juny de 2019, mentre exercia el mandat de diputada federal, va tornar a ser víctima d'amenaces de mort. La Policia Legislativa de la Cambra de Diputats acompanya Petrone en tots els seus desplaçaments a Brasília després que es descobrís que s'estava elaborant un pla contra la seva vida des de 2018.